# Philippe Kruchten

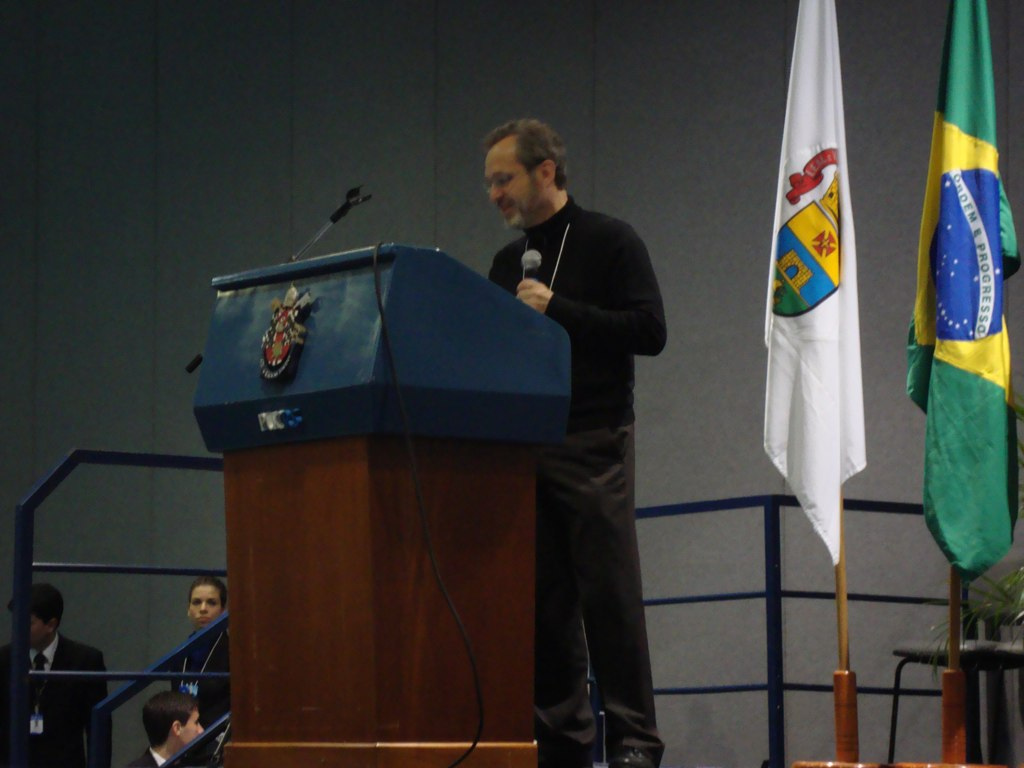
Philippe Kruchten

Philippe Kruchten (* 1952 in Straßburg) ist ein französischer Informatiker, der in Kanada tätig ist. Er entwickelte den Rational Unified Process (RUP), einen Prozess zur Software-Entwicklung, und das Konzept der 4+1 Sichten auf die Software-Architektur.
Kruchten studierte an der École Centrale de Lyon, an der er 1975 als Ingenieur mit Maschinenbau-Diplom abschloss, und der École Nationale Supérieure des Télécommunications, wo er 1978 einen DESS-Abschluss in Informatik erlangte. Anschließend arbeitete er u. a. bei Télic-Alcatel als Softwaredesigner. Er promovierte 1986 an der École Nationale Supérieure des Télécommunications. Von 1987 bis 2003 arbeitete er für Rational Software in Vancouver. Dort war er seit 1996 Director of Process Development und entwickelte den RUP. Kurze Zeit nach dem Verkauf an IBM verließ er das Unternehmen und gründete 2003 die Kruchten Engineering Services Ltd. (KESL), über die er Beratungen und Schulungen anbietet. Parallel dazu lehrte er von 2004 bis zu seiner Emeritierung als Professor für Software Engineering an der University of British Columbia in Vancouver.

## Schriften
- Le langage de programmation Pascal. Éditions Eyrolles, Paris 1978.
- mit Anne Kruchten: Manuel de référence du langage de programmation ADA. Éditions Eyrolles, Paris, 1982.
- The rational unified process. (An introduction). Addison-Wesley, Reading MA u. a. 1998, ISBN 0-201-60459-0 (Deutsch: Der rational unified process. Eine Einführung. Addison-Wesley, München u. a. 1999, ISBN 3-8273-1543-3), (übersetzt in 10 Sprachen).
- mit Pierre N. Robillard, Patrick D'Astous: Software Engineering Process with the UPEDU. Addison-Wesley, Boston MA u. a. 2003, ISBN 0-201-75454-1.
- mit Per Kroll: The Rational Unified Process Made Easy. A Practitioner's Guide to the RUP. Addison-Wesley, Boston MA u. a. 2003, ISBN 0-321-16609-4.